# Étienne de Ladoucette
Pour les articles homonymes, voir Ladoucette.
Étienne de Ladoucette, né le 23 avril 1844 à Saint-Étienne (Loire) et mort le 5 décembre 1912 à Viels-Maisons (Aisne), est un homme politique français.

## Biographie
Fils d'Eugène de Ladoucette et lié généalogiquement à de nombreux parlementaires dans la Moselle, l'Oise, le Morbihan, la Gironde et l'Ille-et-Vilaine. Il entre au Conseil d’État à la fin du Second Empire en tant qu'auditeur. En 1870, durant la guerre contre la Prusse, il s'engage comme volontaire en tant que lieutenant de gardes mobiles et finit la guerre en capitaine de réserve dans la cavalerie. Il obtient la Légion d'Honneur en 1871 pour ses actions. 
Il devient conseiller général du canton d'Audun-le-Roman en 1871 puis à nouveau en 1874 où il est aussi élu secrétaire du Conseil général de Meurthe-et-Moselle la même année. Il devient député de Meurthe-et-Moselle de 1876 à 1881 comme Constitutionnel mais il siège à l'extrême-droite, près du groupe bonapartiste de l'Appel au peuple auquel il s'apparente sans y entrer. Il épouse Anna Marie La Chambre, fille de Charles Émile La Chambre en 1877. Après son élection de 1877, il s'inscrit dans le groupe bonapartiste. En 1880, il perd les élections cantonales dans une campagne marquée par des pressions de l'administration contre lui, il tente un recours au Conseil d'État mais il est débouté. Il prend sa revanche en 1881 en devenant maire de Clémery.
Cependant, à la mort de son père, il change de circonscription, reprenant celle de son père dans les Ardennes mais échoue à la garder en 1885. Il se consacre alors au Syndicat central des agriculteurs de France dont il est le vice-président. Il reprend son siège en 1889 jusque 1893 où il perd face à un républicain. Il se retire alors sur ses terres à Viels-Maison. Il se marie en secondes noces le 19 juillet 1905 à Paris avec Françoise, Agnès, Amrie-Louise, Pauline Grazia de Laya (1871-1957).

## Sources
- Jean El Gammal, François Roth et Jean-Claude Delbreil, Dictionnaire des Parlementaires lorrains de la Troisième République, Serpenoise, 2006 (ISBN 2-87692-620-2 et 978-2-87692-620-2, OCLC 85885906, lire en ligne), p. 157-160
- « Étienne de Ladoucette », dans Adolphe Robert et Gaston Cougny, Dictionnaire des parlementaires français, Edgar Bourloton, 1889-1891 [détail de l’édition]
- « Étienne de Ladoucette », dans le Dictionnaire des parlementaires français (1889-1940), sous la direction de Jean Jolly, PUF, 1960 [détail de l’édition]